# Birmingham Museum and Art Gallery

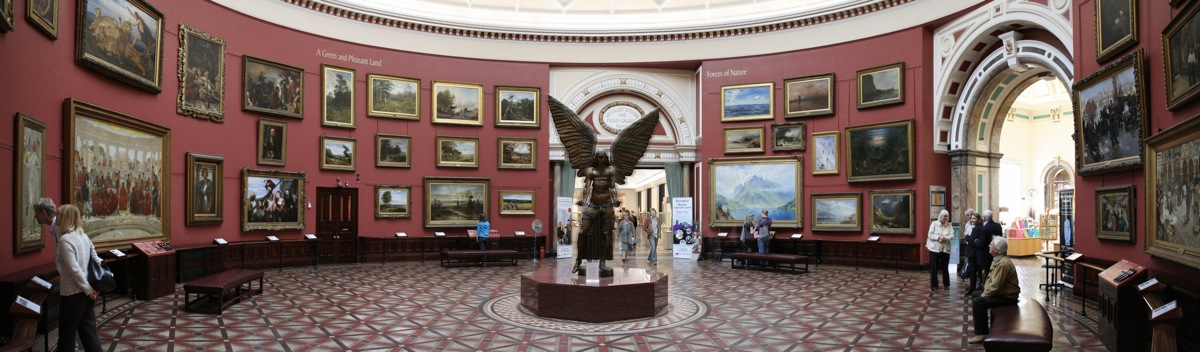
Round Room

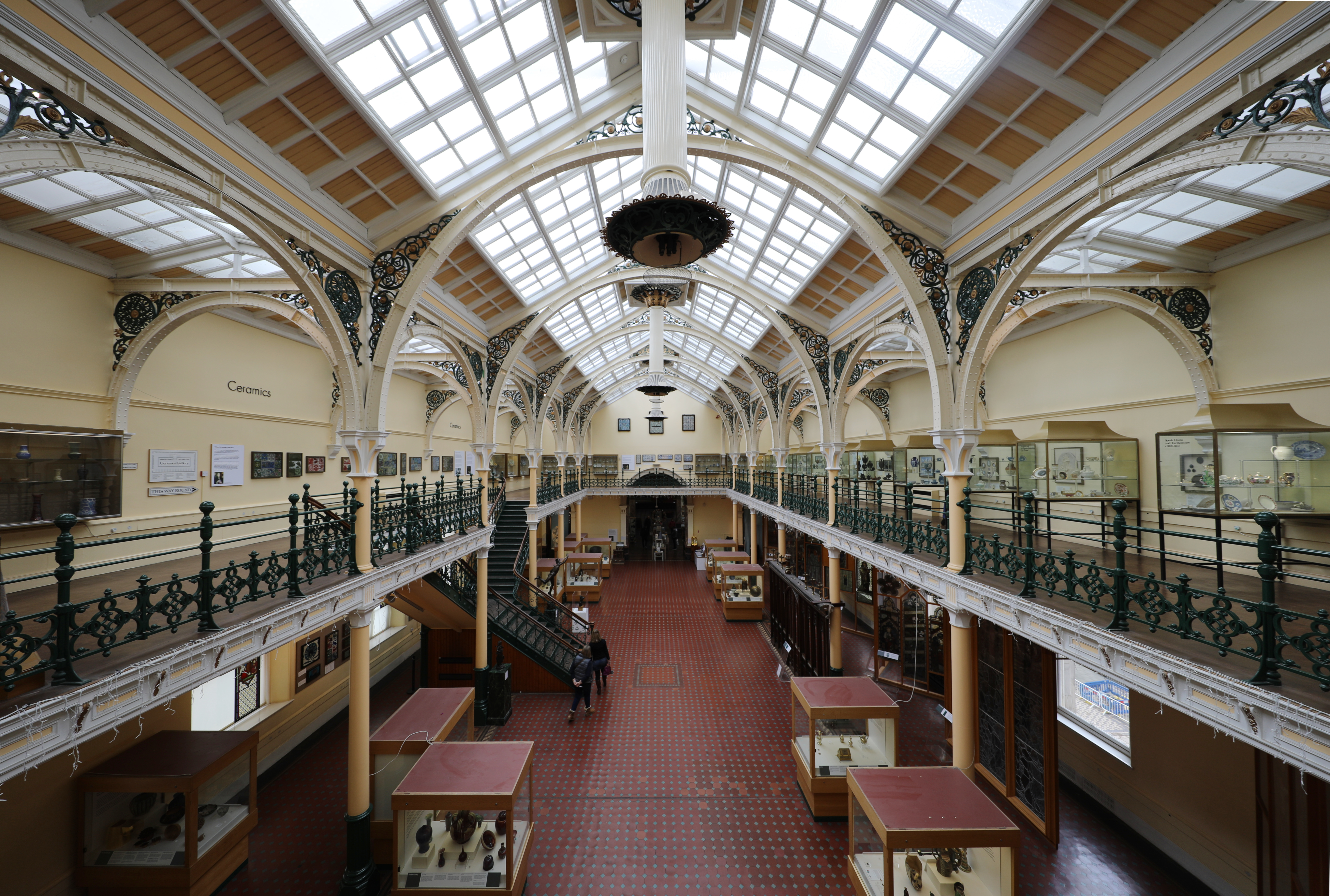
Industrial Gallery

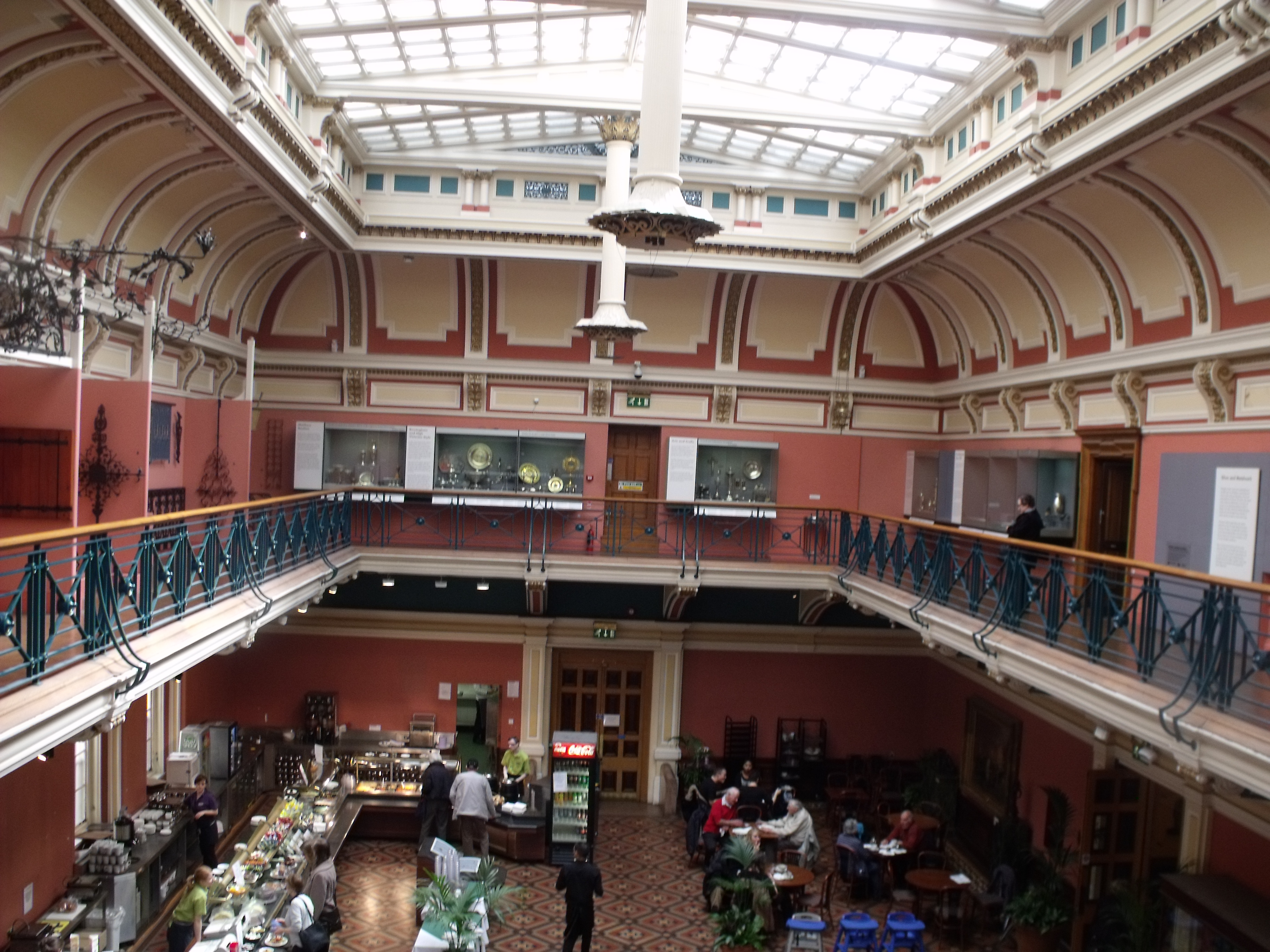
Edwardian Tea Room

Birmingham Museum and Art Gallery (w skrócie BMAG, pol. Muzeum i Galeria Sztuk Pięknych w Birmingham) – muzeum i galeria sztuki w Birmingham, obejmująca ponad 40 galerii, w których prezentowana jest sztuka starożytna, sztuka europejska, sztuka użytkowa, archeologia brytyjska, numizmatyka, zabytki z okresu rewolucji przemysłowej, kultury świata, historia społeczna, archeologia brytyjska i etnografia.
Muzeum jest zarządzane przez Birmingham Museums Trust, największą niezależną fundację muzealną w Anglii.
Budynek muzeum został wpisany 25 kwietnia 1952 roku na listę Zabytków Wielkiej Brytanii jako obiekt Klasy II*.
W 2019 roku muzeum odwiedziło 644 100 gości.

## Historia
Powstanie Birmingham Museum and Art Gallery było możliwe dzięki dotacji przemysłowca Richarda Tangye. Birmingham Museum and Art Gallery (BMAG) zostało otwarte w 1885 roku. Mieści się w budynku położonym w centrum miasta i wpisanym na listę na listę Zabytków Wielkiej Brytanii jako obiekt Klasy II*. Budynek, noszący nazwę Waterhall, został zaprojektowany w 1881 roku przez Yeoville’a Thomasona jako skrzydło do jego budynku Council House z 1874 roku. Na parterze mieściła się obszerna hala bankowa publicznego wodociągu Birmingham Corporation, a muzeum i galerię ulokowano nad nią, na pierwszym piętrze. W 2001 roku Waterhall został we współpracy z Associated Architects przebudowany na potrzeby wystawiennicze muzeum. Odrestaurowano pieczołowicie jego wiktoriańskie wnętrze.
W październiku 2020 roku muzeum zostało zamknięte w związku z koniecznością przeprowadzenia prac konserwacyjnych. W kwietniu 2022 roku zostało tymczasowo otwarte dla publiczności w związku z organizacją Igrzysk Wspólnoty Narodów. Na potrzeby odwiedzających otwarto również słynne Edwardian Tearooms. Ze względu na konieczność wykonania robót elektrycznych budynek zostanie ponownie zamknięty w grudniu i w pełni otwarty w 2024 roku.
W muzeum znajduje się ponad 40 galerii, w których prezentowana jest sztuka, sztuka użytkowa, historia społeczna, archeologia i etnografia. Galeria jest znana z obrazów prerafaelitów, które są częścią największej publicznej kolekcji prerafaelitów na świecie.

## Zbiory
Na muzealne zbiory składa się około 800 tysięcy eksponatów, wystawionych i przechowywanych w dziewięciu miejscach.

### Zbiory sztuki
Zbiory sztuki obejmują około 35 tysięcy pozycji, głównie sztuki zachodnioeuropejskiej, w tym obrazy, prace na papierze, rzeźby, sztukę cyfrową i fotografię.

#### Malarstwo i grafika
Mocnym punktem kolekcji jest obszerna i znacząca na arenie międzynarodowej kolekcja dzieł Prerafaelitów i ich współczesnych oraz największa w Wielkiej Brytanii kolekcja dzieł urodzonego w Birmingham malarza Davida Coxa.

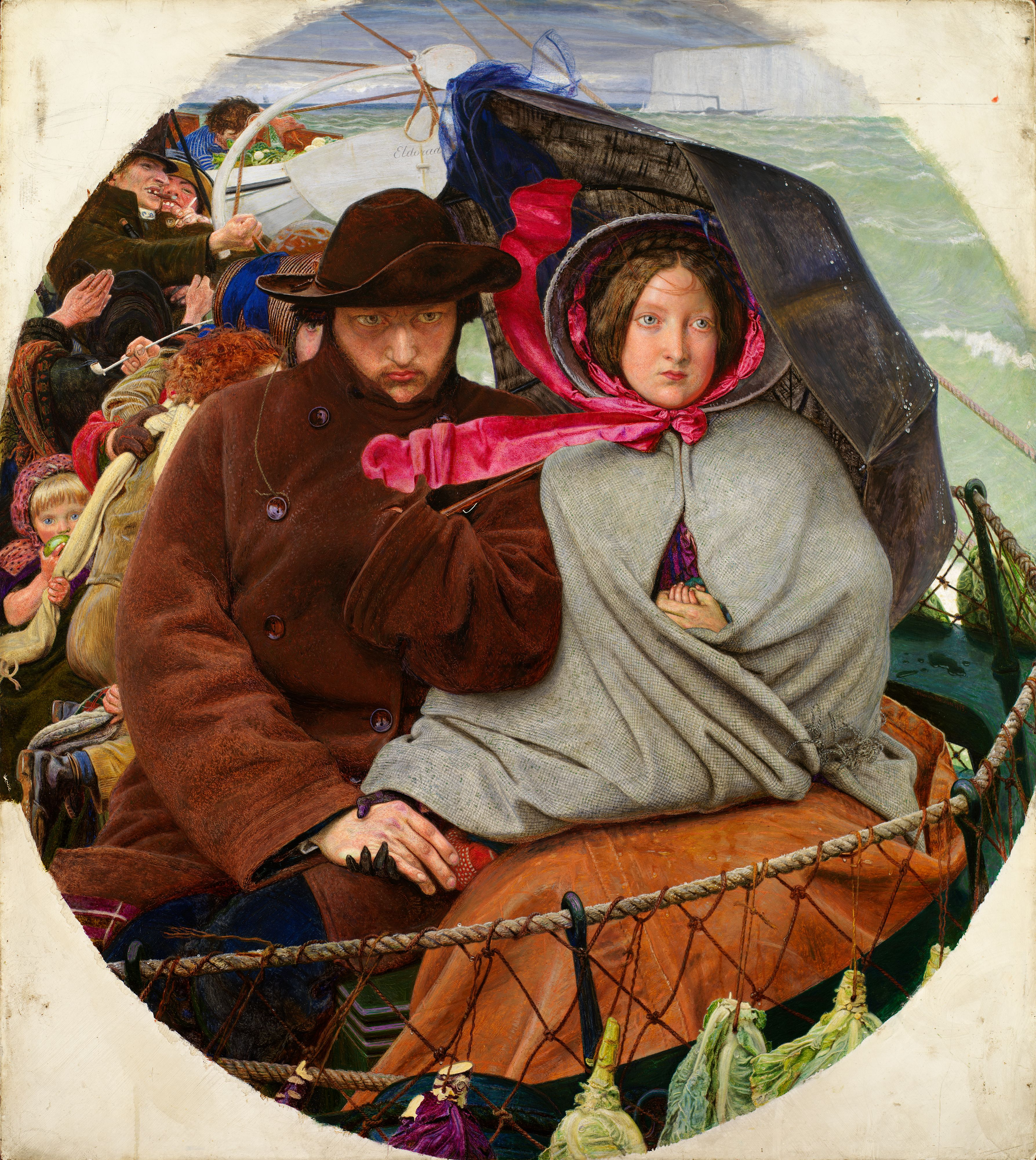
Ford Madox Brown, Ostatnie spojrzenie na Anglię, 1852–1855
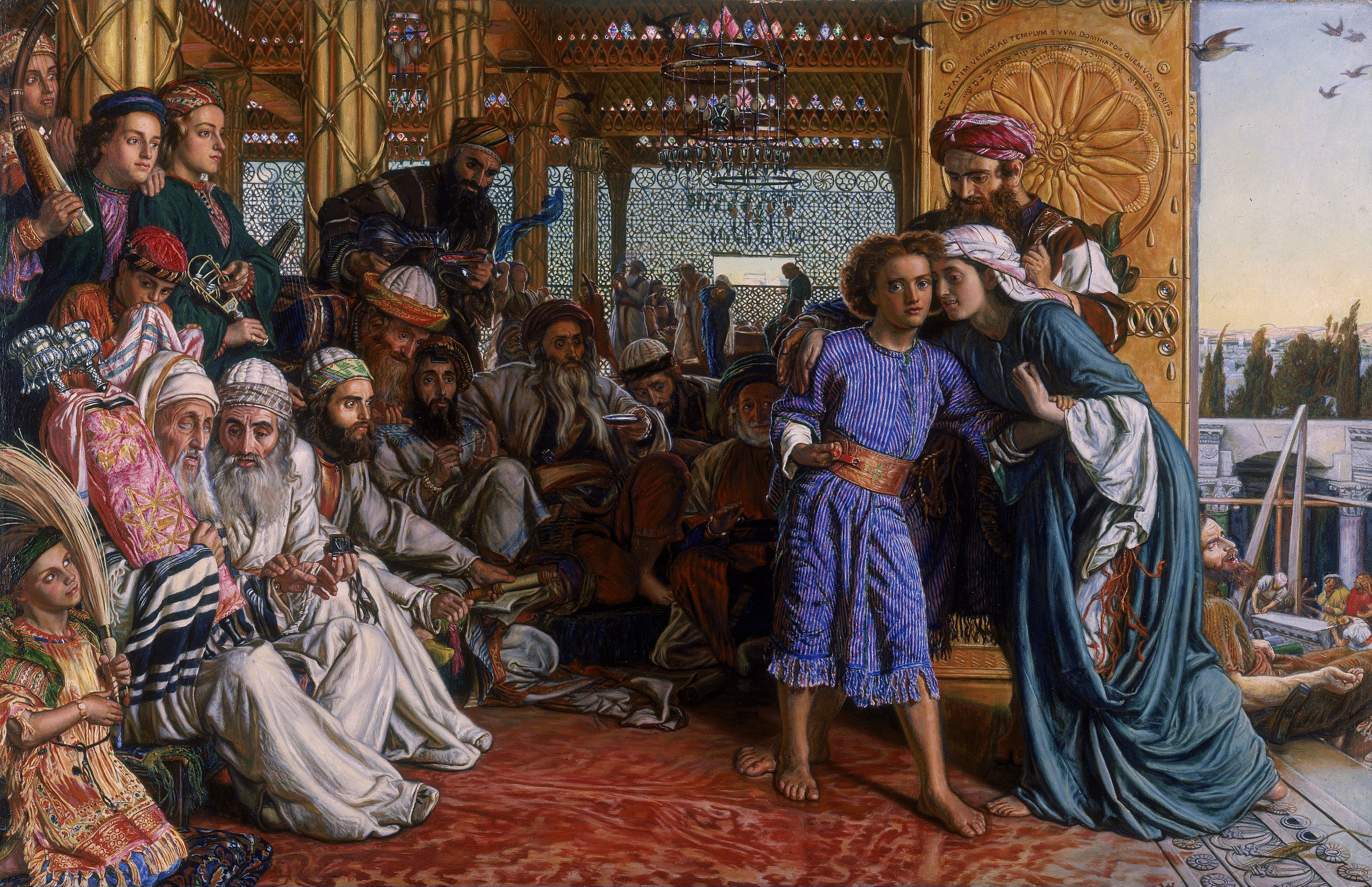
William Holman Hunt, Znalezienie Jezusa w Świątyni, 1860
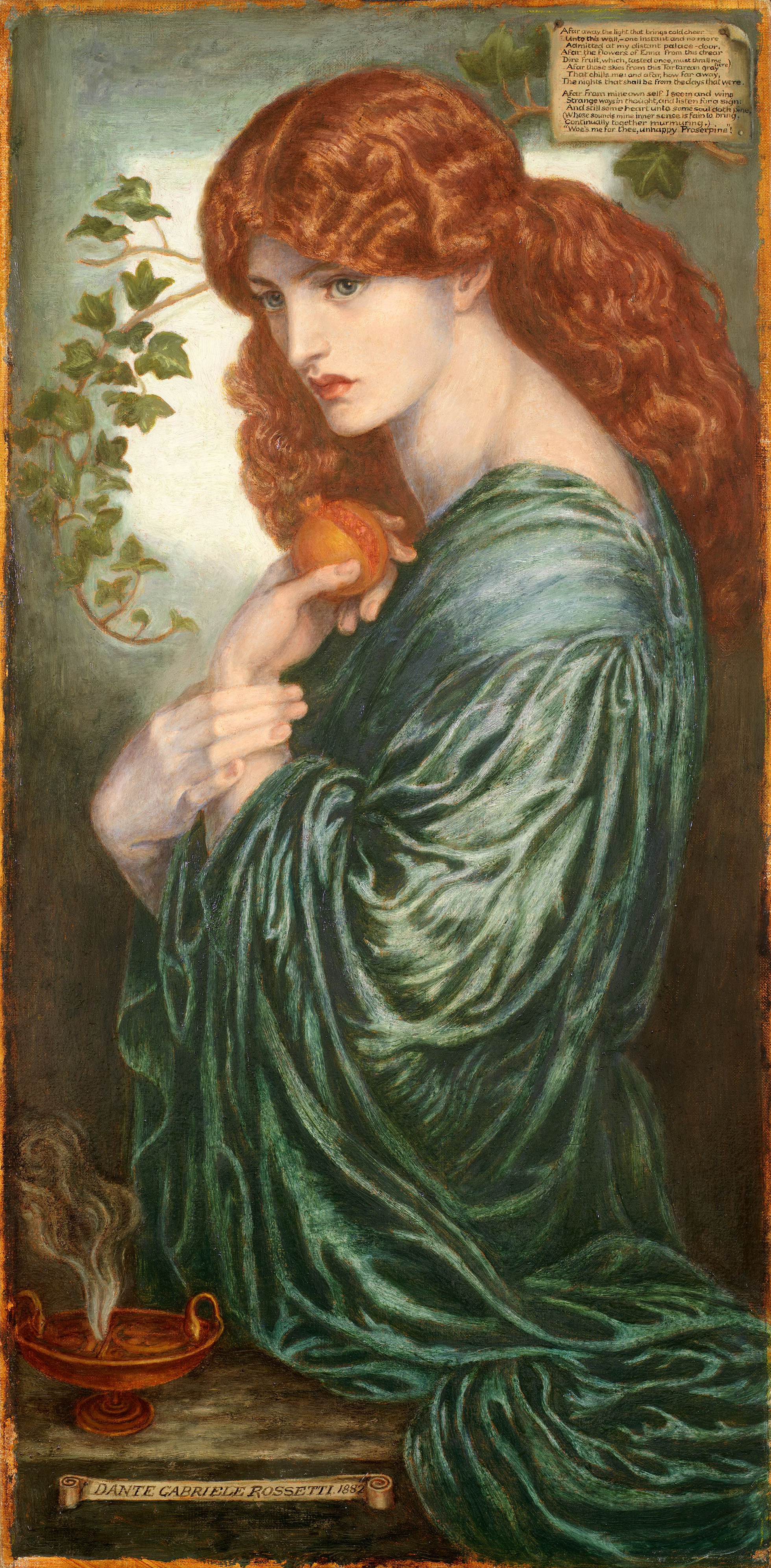
Dante Gabriel Rossetti, Prozerpina, 1882
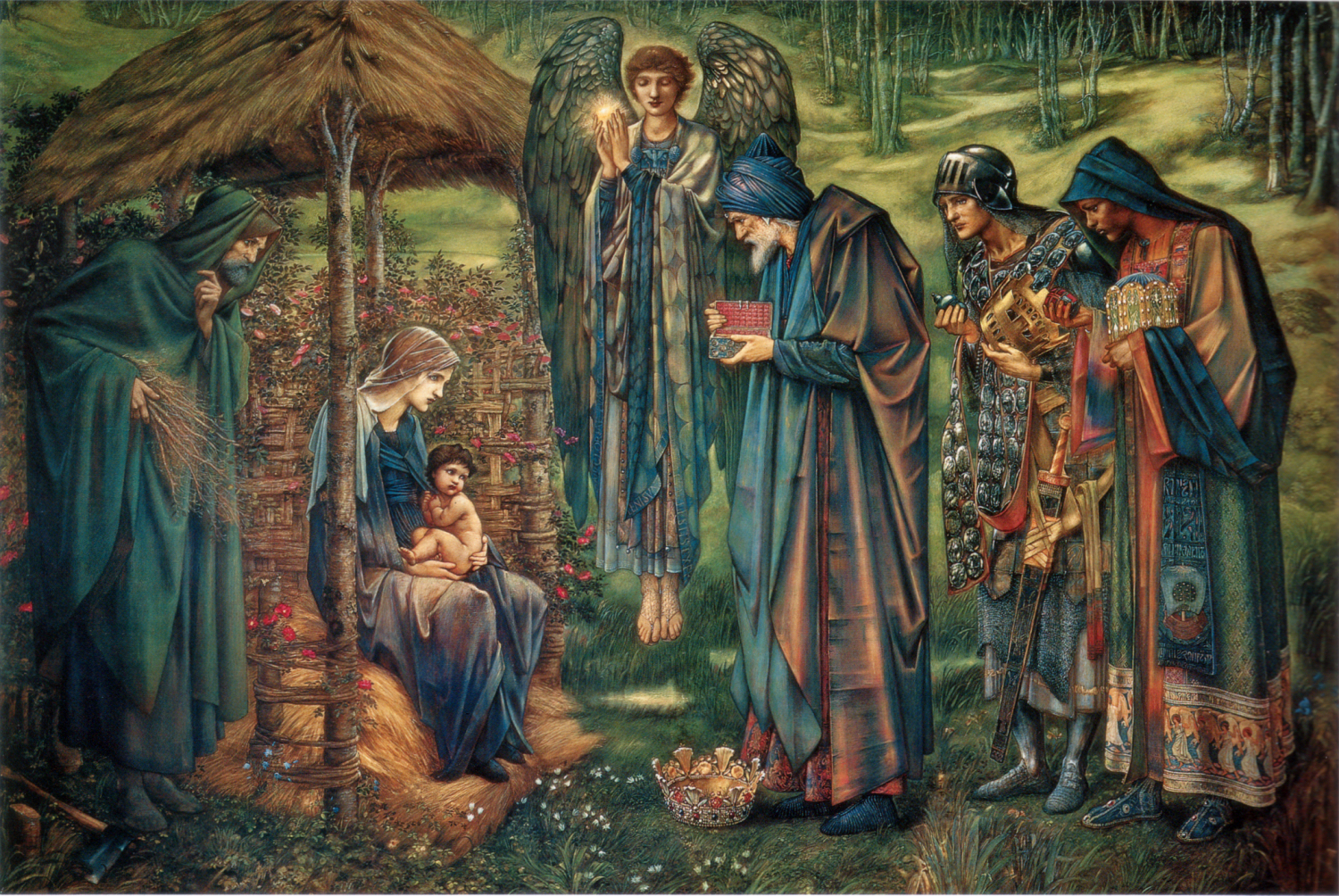
Edward Burne-Jones, Gwiazda w Betlejem, 1890

Poza tym w skład kolekcji wchodzą:
- włoskie malarstwo barokowe (głównie dzieła Orazia Gentileschiego, Guercina i Castiglione)
- 30 tysięcy prac na papierze, w szczególności brytyjskie akwarele i rysunki z XVIII i XIX wieku,
- sztuka nowoczesna i współczesna, w szczególności sztuka brytyjska, malarstwo abstrakcyjne[8].

#### Sztuka użytkowa
Kolekcja sztuki użytkowej składa się z około 33 tysięcy eksponatów: ceramiki, biżuterii, srebra i metaloplastyki, szkła, witraży i archiwów projektowych, mebli i stolarki, tkanin i ubiorów od okresu średniowiecza do współczesności.
Do mocnych stron tego działu należą:
- British Arts and Crafts i Birmingham School (uzupełnienie kolekcji sztuk pięknych)
- biżuteria i metaloplastyka z Birmingham,
- brytyjska i europejska sztuka ludowa[8]

### Starożytny Bliski Wschód
W zbiorach Starożytnego Bliskiego Wschodu znajduje się około 7 tysięcy przedmiotów od neolitu do okresu podboju islamskiego w VII wieku n.e. ((Jordania, Palestyna, Izrael, starożytna Mezopotamia i Persja).

### Starożytny Egipt
Starożytny Egipt reprezentuje około 8 tysięcy starożytnych egipskich artefaktów, obejmujących historię Egiptu od okresu predynastycznego do epoki grecko-rzymskiej i koptyjskiej. W skład zbiorów wchodzą: wyroby z brązu z późnego okresu, mumie, predynastyczna ceramika oraz wyroby z kości słoniowej, amulety i kamienne naczynia.

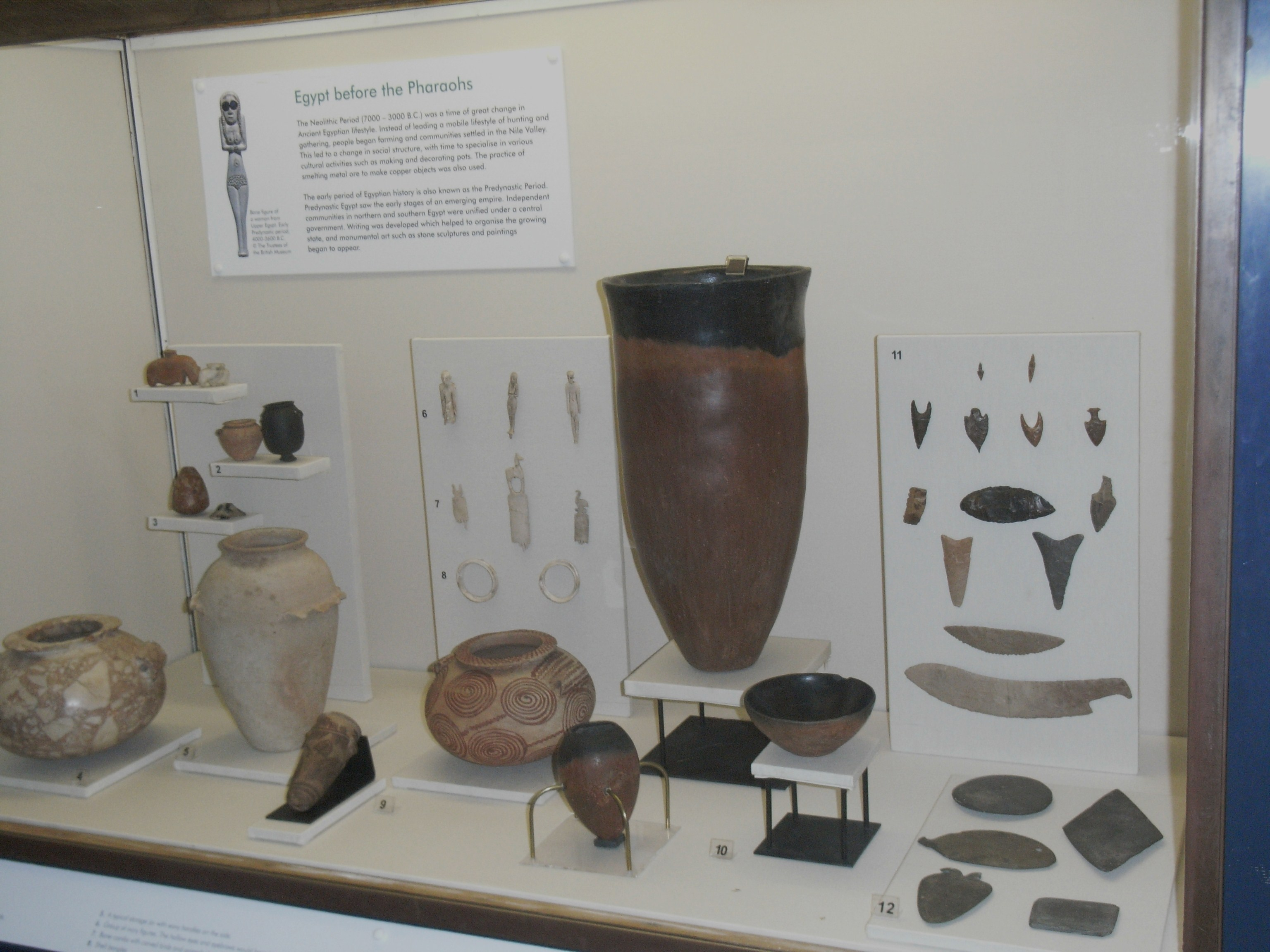
Gablota „Przed faraonami”
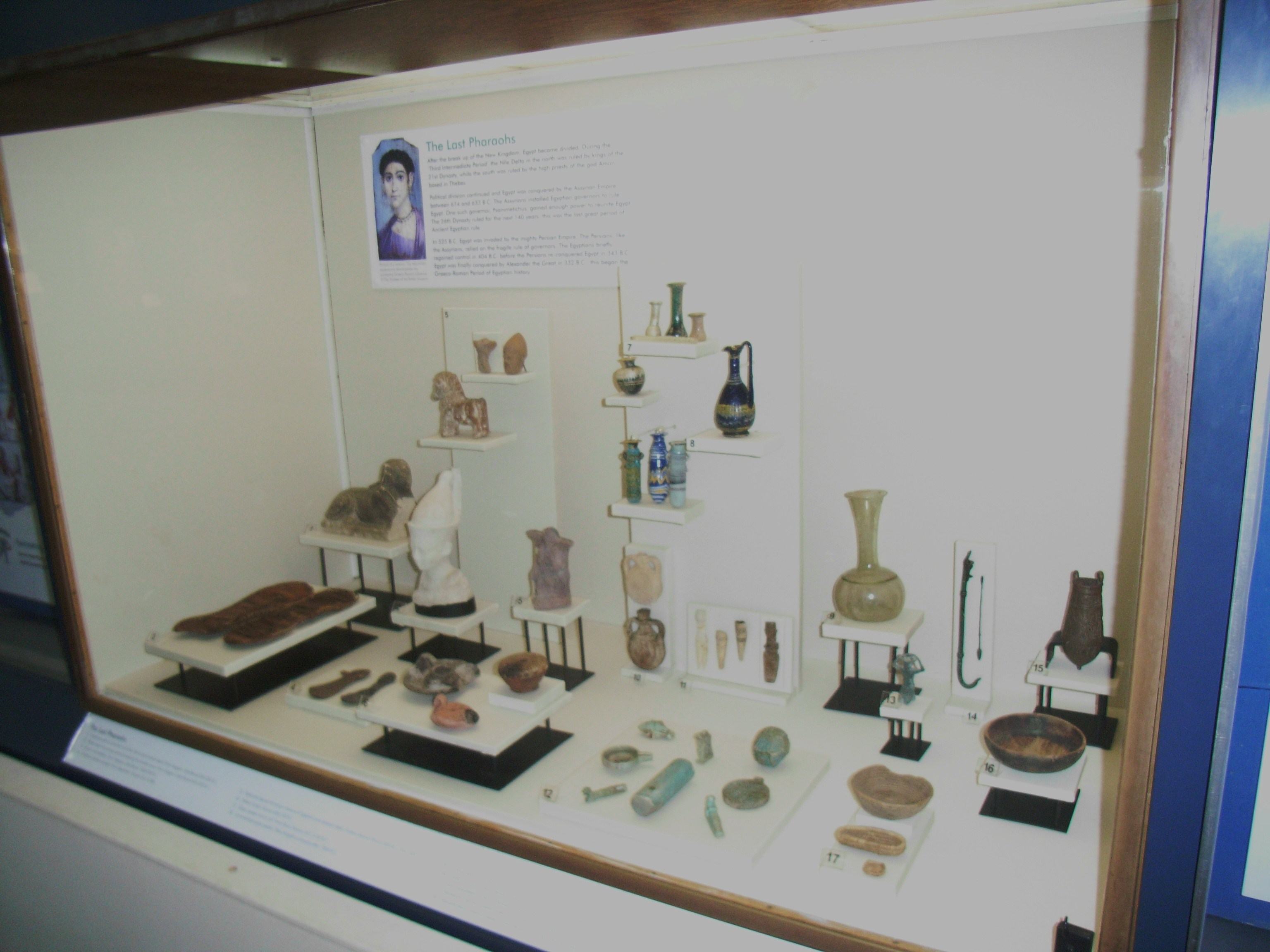
Gablota „Ostatni faraonowie”
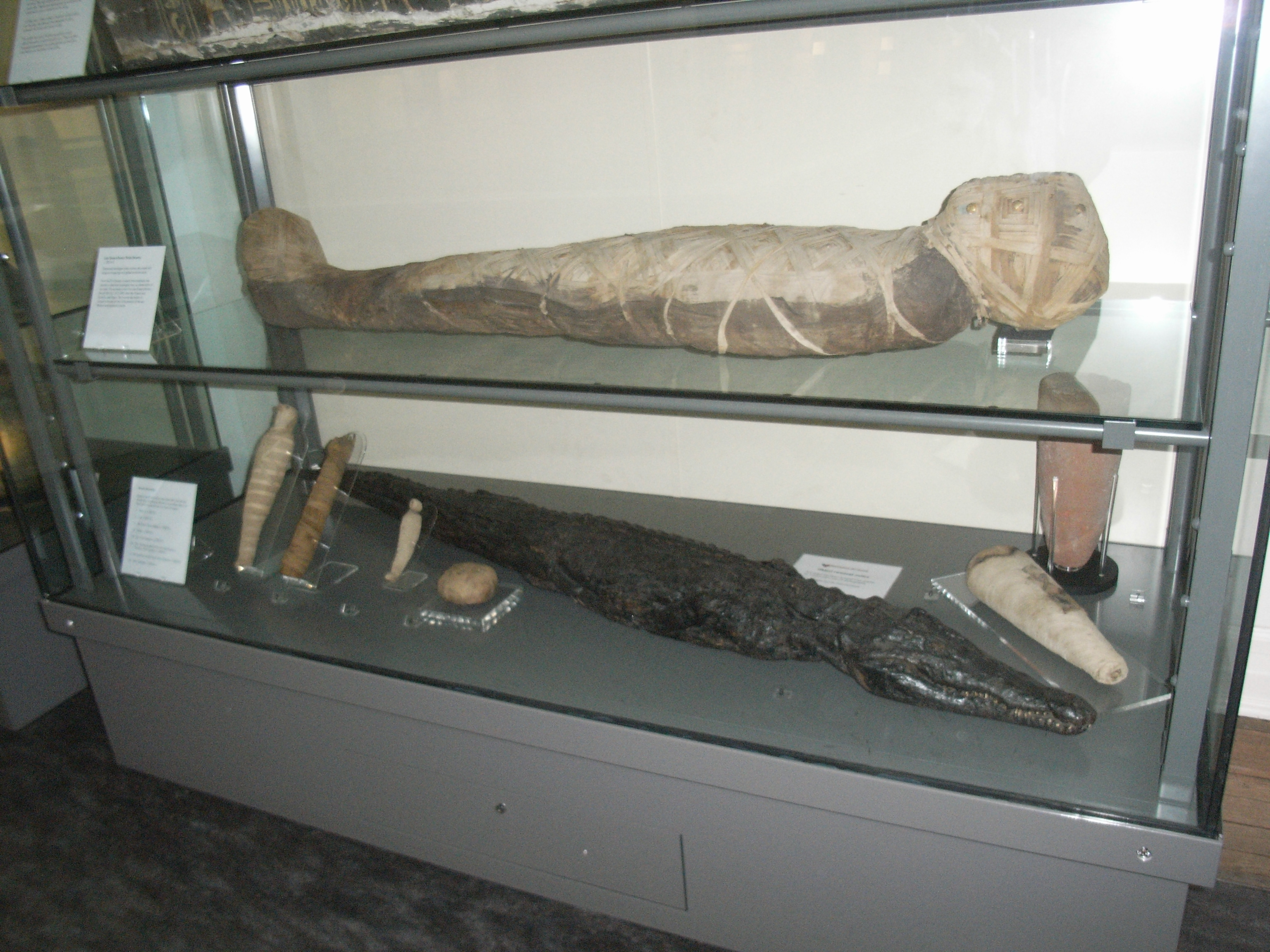
Mumia i zmumifikowane zwierzęta (w tym krokodyl)

### Starożytna Grecja, Rzym i Cypr
Ten dział kolekcji (będący jedyną tego typu kolekcją w regionie West Midlands) obejmuje 2 300 przedmiotów ze Starożytnej Grecji i Rzymu. Wyróżniają się zwłaszcza: wysokiej jakości ceramika, reprezentatywna kolekcja glinianych figurek, glinianych lamp naftowych, przedmiotów metalowych i odlewów gipsowych ze starożytnej Grecji oraz ceramika, gliniane lampy naftowe, gliniane figurki, niektóre rzeźby kamienne i inskrypcje, naczynia szklane i niektóre wyroby metalowe ze starożytnego Rzymu.

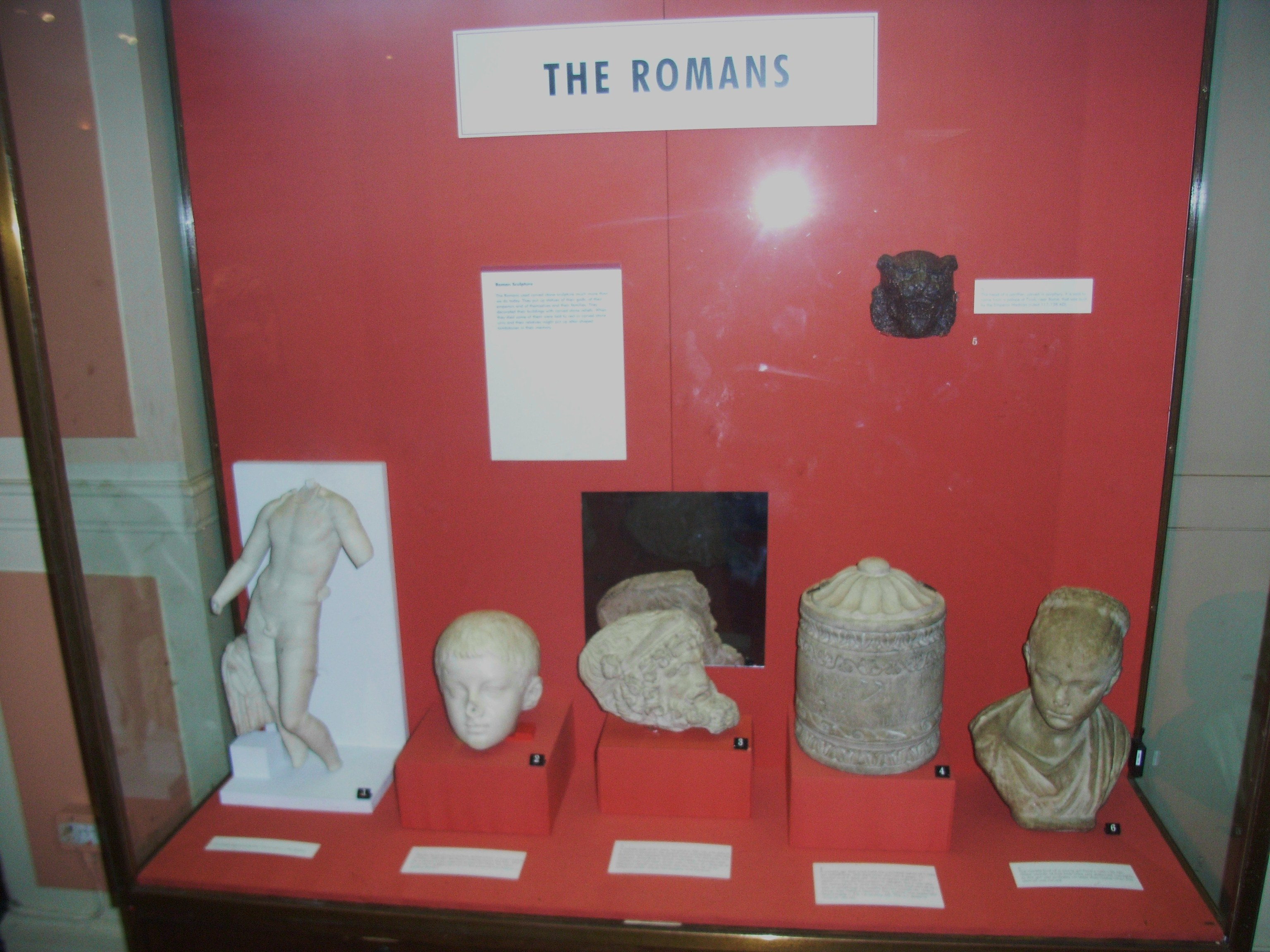
Gablota „Rzym i Rzymianie”
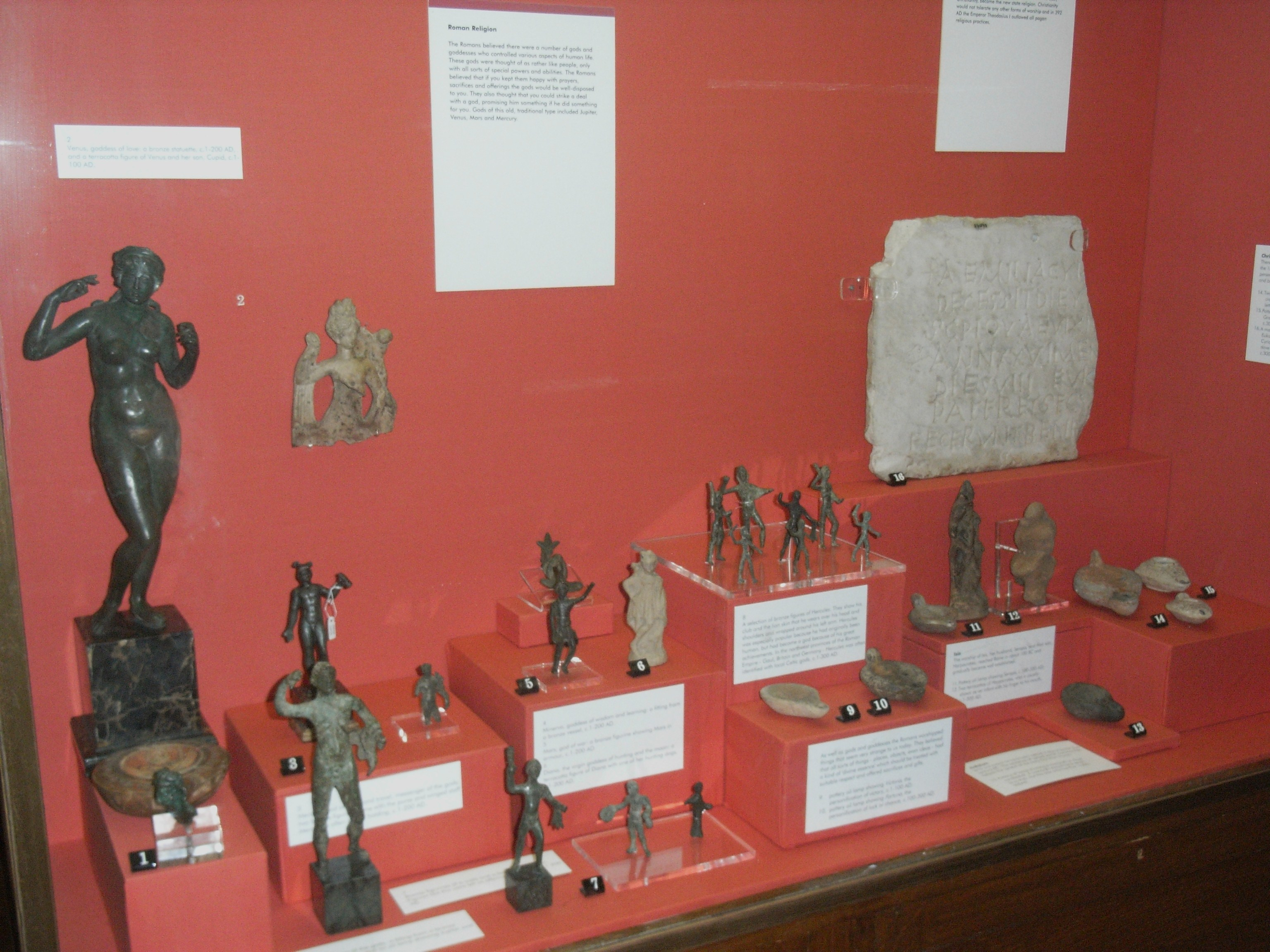
Gablota „Religia Rzymian”
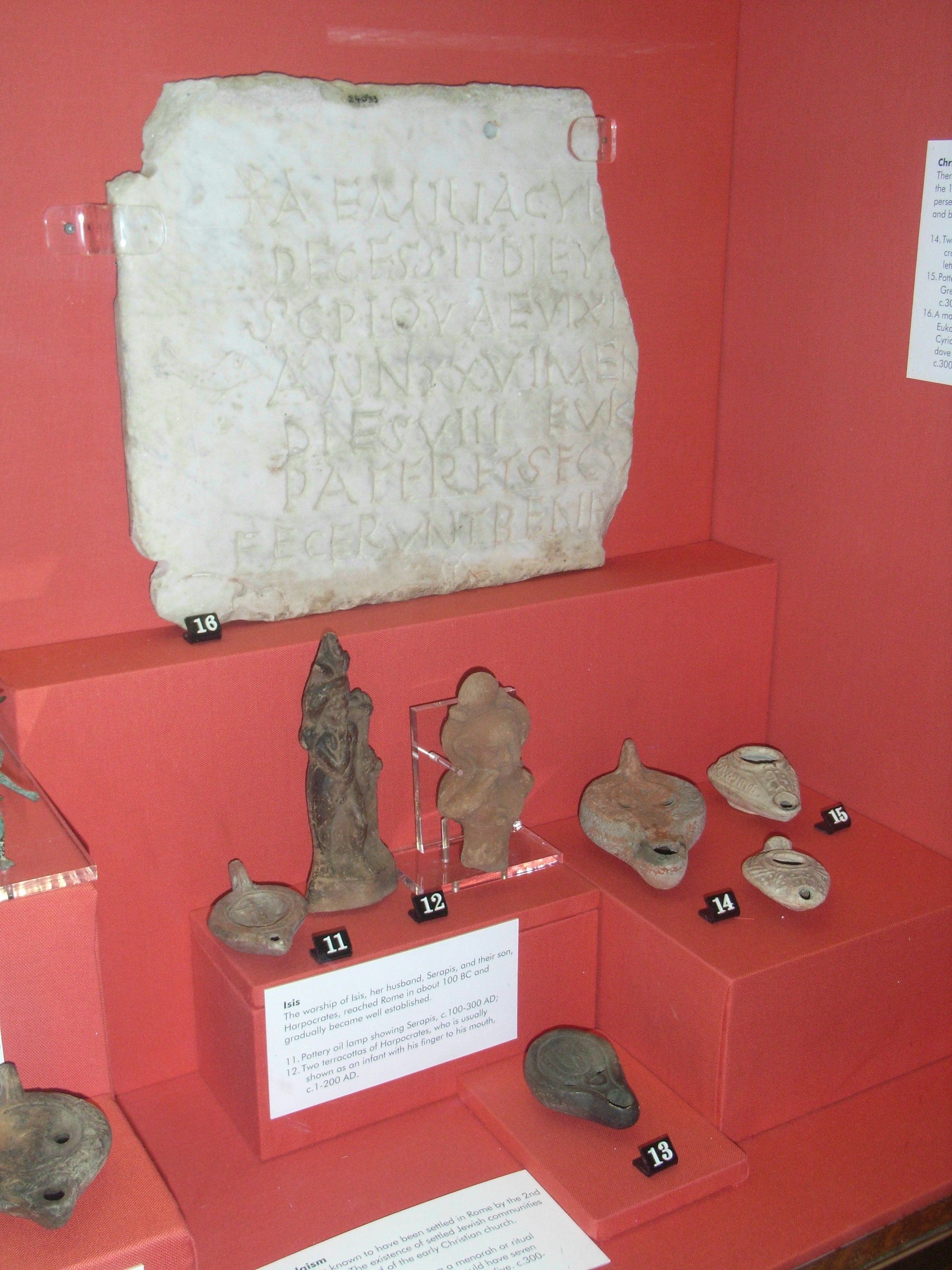
Gablota „Rzymska Izis”

Cypryjska kolekcja (1400 eksponatów) składa się głównie z ceramiki, z wieloma kompletnymi naczyniami datowanymi na wczesną epokę brązu do okresu rzymskiego.

### Archeologia brytyjska
Kolekcja archeologii brytyjskiej zawiera przedmioty prehistoryczne, rzymskie i średniowieczne, pochodzące głównie z wykopalisk w West Midlands. Znaleziska z zamku Weoley datowane na XIII-XVI wiek, obejmują takie eksponaty, jak: ceramika, metalowe narzędzia i naczynia, szkło i pozostałości organiczne.
Zbiory anglosaskie obejmują ponad 3500 artefaktów i fragmentów datowanych na VII wiek, wykonanych ze złota, srebra i stopu miedzi. Większość stanowią okucia z główek mieczy i sztyletów, są też części hełmów i krzyży chrześcijańskich.

### Kultury świata
Kolekcja ta składa się z około 9 tysięcy eksponatów z Oceanii, Australii, Polinezji i Melanezji, Afryki, Ameryki Północnej, Południowej i Środkowej oraz Azji. Wyróżniają się zwłaszcza:
- płaszcz czirokeski z Oklahomy,
- laska bóstwa z Rarotonga,
- dużych rozmiarów miedziany posąg Buddy z Sultanganj[8].

### Numizmatyka
Kolekcja mumuzmatyczna jest jedną z najważniejszych tego typu w Wielkiej Brytanii ze względu na jej wielkość (około 100 tysięcy eksponatów), zakres i wpływ monet i żetonów wyprodukowanych w Birmingham na monety na całym świecie. Wyróżniają się zwłaszcza monety i żetony wyprodukowane w Birmingham od XVIII do XX wieku.

### Historia Birmingham
W tym dziale zbiorów znajduje się tu ponad 42 tysięcy przedmiotów z historii Birmingham i jego mieszkańców, począwszy  od prehistorii do współczesności.

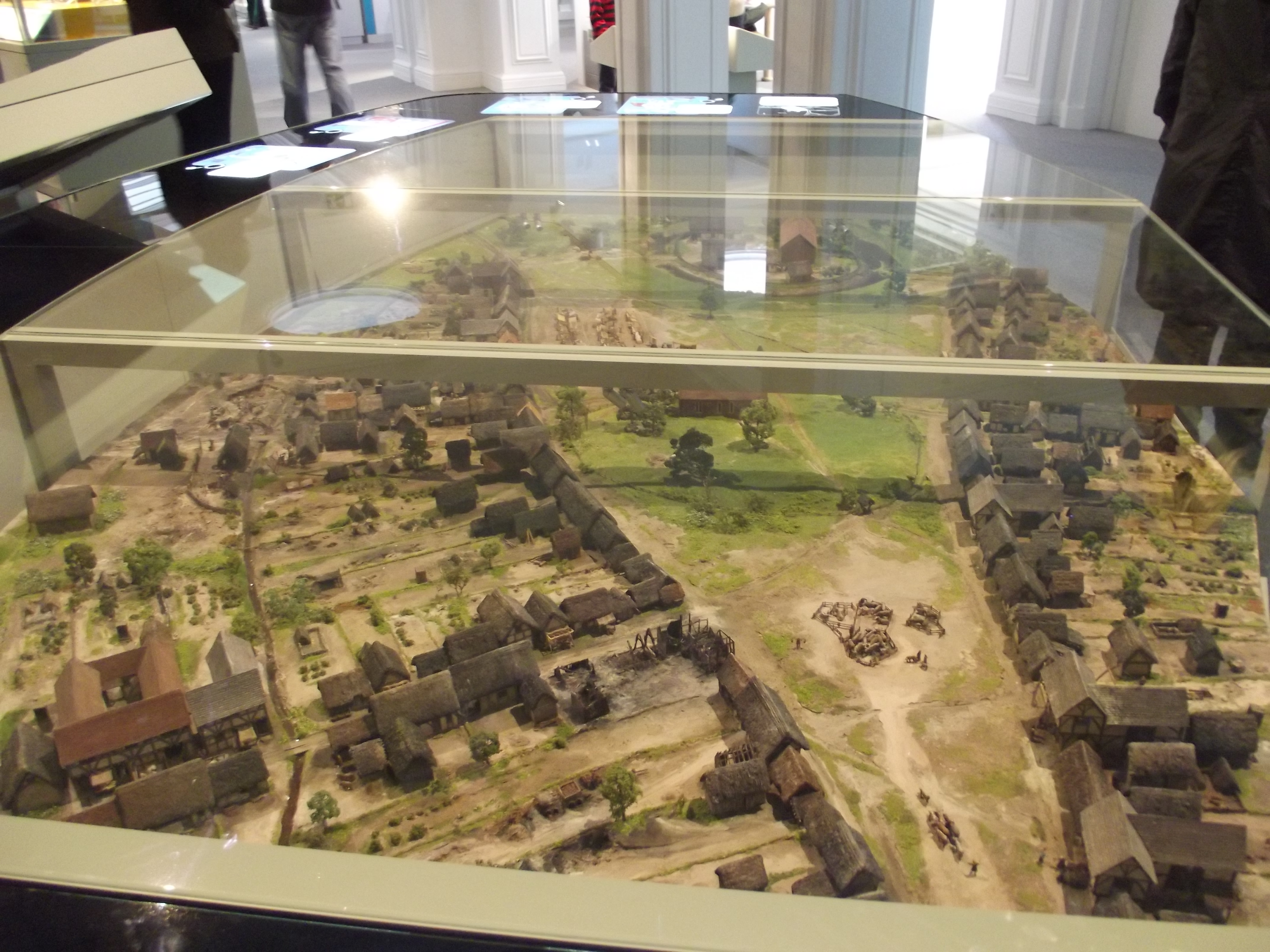
Makieta XIV-wiecznego Birmingham
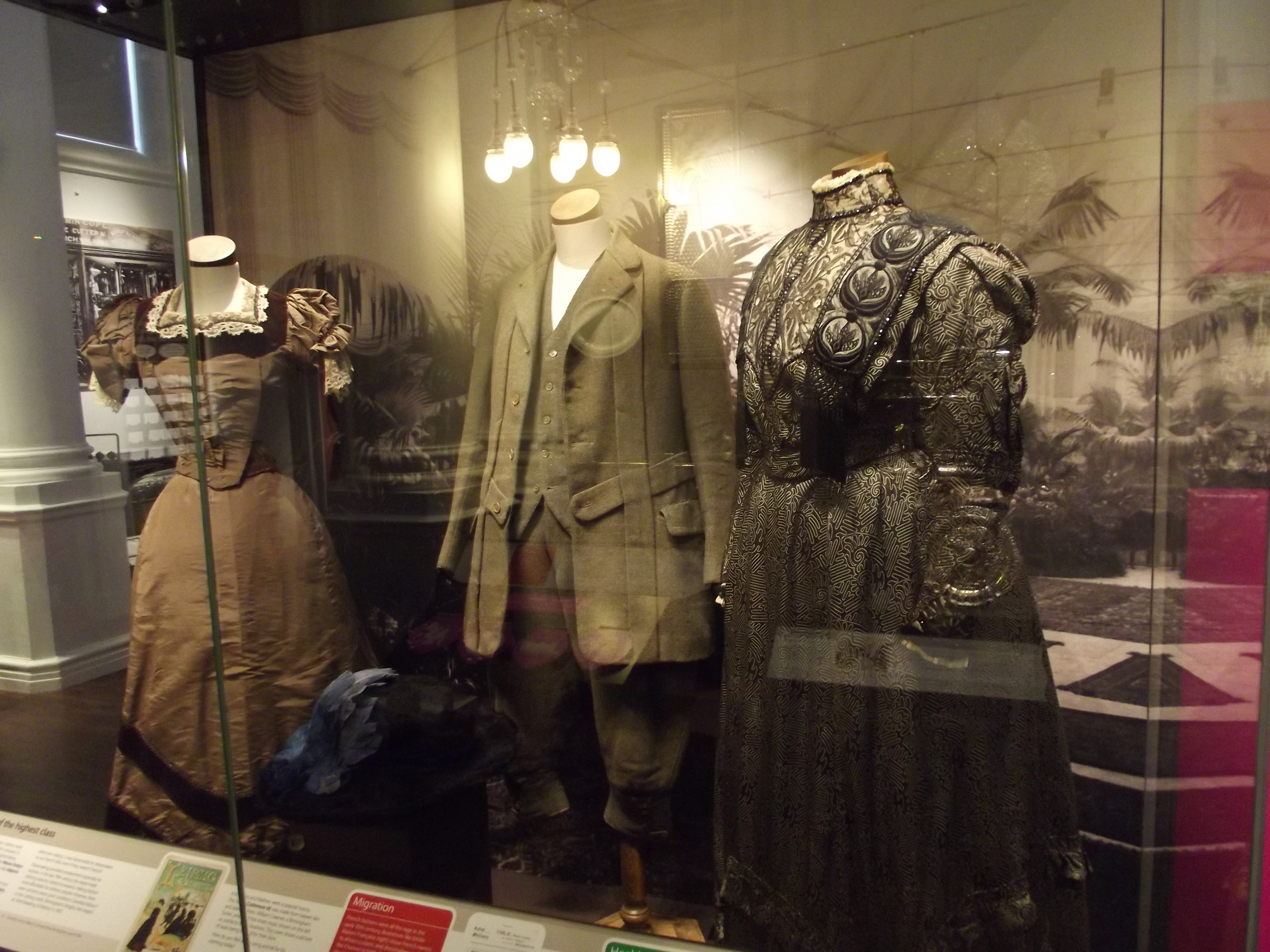
Ubiory z epoki wiktoriańskiej
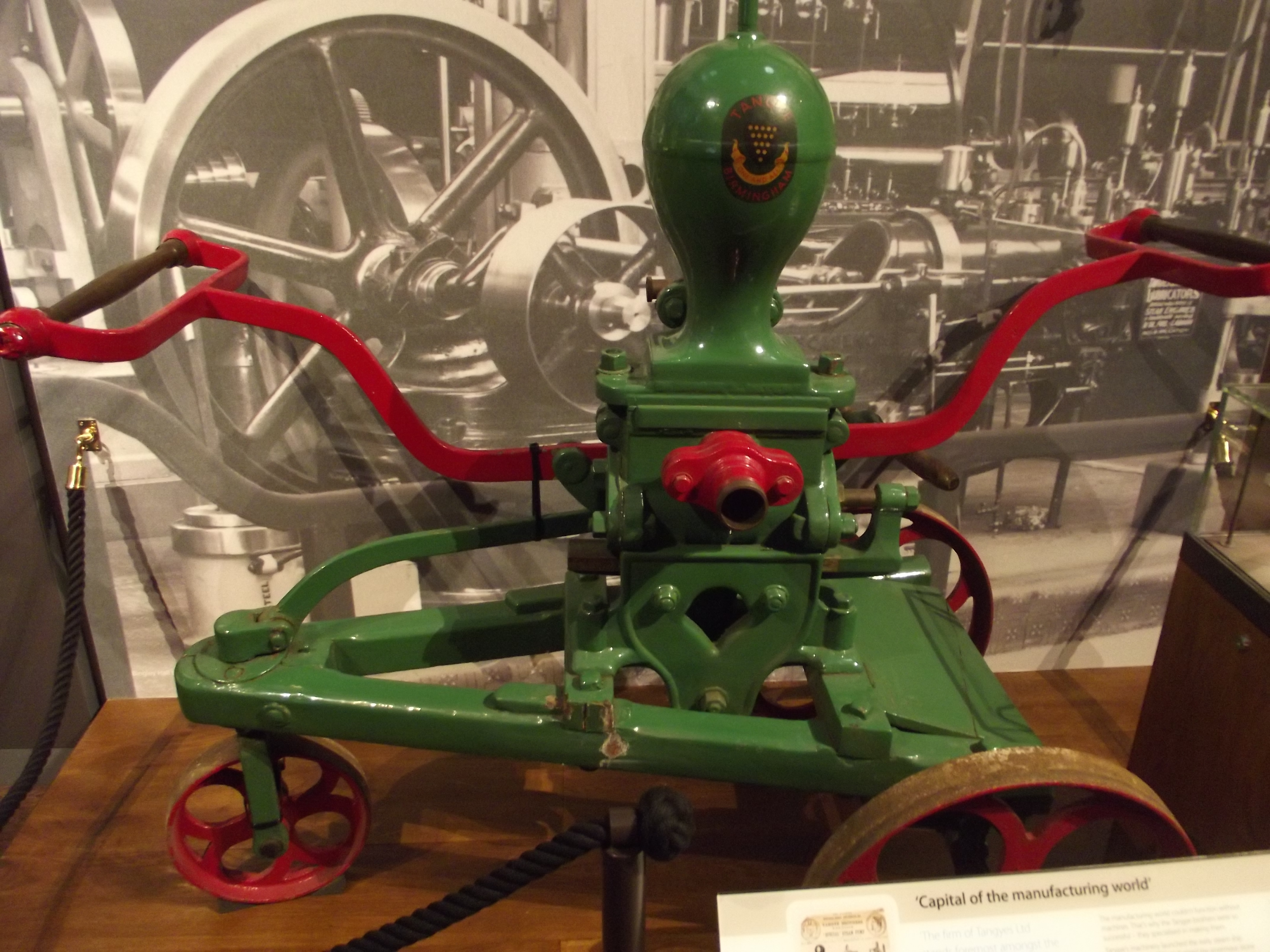
Ręczna pompa strażacka (XIX w.)

### Nauka i Przemysł
Na ten dział składa się ponad 40 tysięcy przedmiotów obejmujących takie dziedziny jak:transport, inżynieria, maszyny produkcyjne, instrumenty naukowe i medyczne, instrumenty muzyczne, zegarmistrzostwo, komputery i urządzenia mechaniczne. Wyróżniają się:
- lokomotywa parowa City of Birmingham,
- samolot Spitfire,
- silnik Jamesa Watta z 1778 roku ze Smethwick – najstarszy działający silnik parowy na świecie[8].

### Nauki przyrodnicze
Na kolekcję nauk przyrodniczych składa się około 250 tysięcy okazów, obejmujących zoologię, botanikę, entomologię, geologię, mineralogię i paleontologię.
Wyróżniają się zwłaszcza znaczące kolekcje ptaków, jaj, zielników, mięczaków, owadów, kamieni szlachetnych i minerałów. Do cennych okazów wystawowych należą: czaszka triceratopsa, skamieniały krokodyl i olbrzymi jeleń irlandzki (Giant Irish Deer).